# مجموعة غودريج
مجموعة غودريج Godrej Group مجموعة شركات هندية، مقرها في مومباي في ولاية مهاراشترا في  الهند.
تملكها وتديرها عائلة غودريج. أسسها أردشير غودريج وبيروشا بورجورجي غودريج في عام 1897.
تعمل في مجال العقارات والمنتجات الغذائية والهندسة الصناعية والأثاث والأمن والمنتجات الزراعية.
من الشركات التابعة لها: غودريج إندستريز وفروعها غودريج كونزومر برودكتس، غودريج أغروفت، غودريج بروبريتز، وكذلك شركة غودريج أند بويس.